# Gran Premi del Canadà del 2004
Resultats del Gran Premi del Canadà de Fórmula 1 de la temporada 2004, disputat al circuit urbà de Gilles Villeneuve a Mont-real el 13 de juny del 2004.

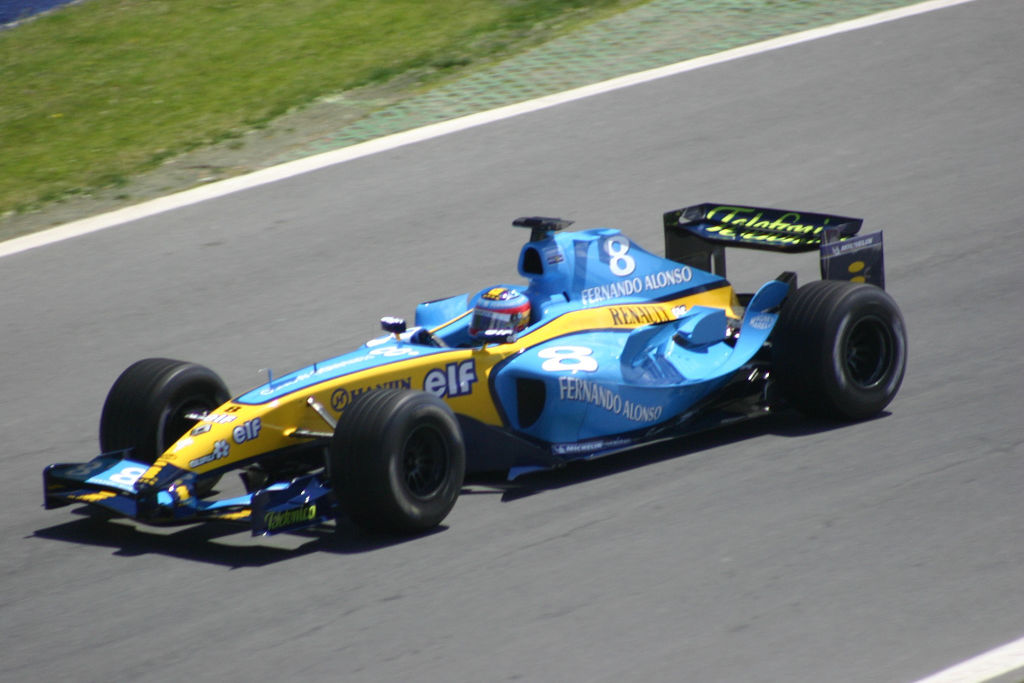
F.Alonso al GP del Canadà'04

## Resultats de la cursa
Després de les verificacions dels cotxes al final de la cursa, tant Toyota com Williams incomplien la normativa existent i van ser sancionats amb la desqualificació dels seus vehicles, canviant per tant els resultats finals de la cursa.

### Classificació original
Amb un fons de color negre els cotxes desqualificats
| Pos | No | Pilot                | Equip              | Voltes | Temps/ Retir.  | Pos. de sort. | Punts |
| --- | -- | -------------------- | ------------------ | ------ | -------------- | ------------- | ----- |
| 1   | 1  | Michael Schumacher   | Ferrari            | 70     | 1h 28' 24. 803 | 6             | 10    |
| DSQ | 4  | Ralf Schumacher      | Williams - BMW     | 70     | + 1.062 s      | 1             | 8 → 0 |
| 3   | 2  | Rubens Barrichello   | Ferrari            | 70     | + 5.108 s      | 7             | 6 → 8 |
| 4   | 9  | Jenson Button        | BAR - Honda        | 70     | + 20.409 s     | 2             | 5 → 6 |
| DSQ | 3  | Juan Pablo Montoya   | Williams - BMW     | 70     | + 21.200 s     | 4             | 4 → 0 |
| 6   | 11 | Giancarlo Fisichella | Sauber - Petronas  | 69     | + 1 Volta      | 11            | 3 → 5 |
| 7   | 6  | Kimi Räikkönen       | McLaren - Mercedes | 69     | + 1 Volta      | 8             | 2 → 4 |
| DSQ | 16 | Cristiano da Matta   | Toyota             | 69     | + 1 Volta      | 12            | 1 → 0 |
| 9   | 5  | David Coulthard      | McLaren - Mercedes | 69     | + 1 Volta      | 9             | 0 → 3 |
| DSQ | 17 | Olivier Panis        | Toyota             | 69     | + 1 Volta      | 13            | 0 → 0 |
| 11  | 19 | Timo Glock           | Jordan - Ford      | 68     | + 2 Voltes     | 16            | 0 → 2 |
| 12  | 18 | Nick Heidfeld        | Jordan - Ford      | 68     | + 2 Voltes     | 15            | 0 → 1 |
| 13  | 15 | Christian Klien      | Jaguar - Cosworth  | 67     | + 3 Voltes     | 10            |       |
| 14  | 21 | Zsolt Baumgartner    | Minardi - Cosworth | 66     | + 4 Voltes     | 18            |       |
| Ret | 12 | Felipe Massa         | Sauber - Petronas  | 62     | Accident       | 17            |       |
| Ret | 10 | Takuma Sato          | BAR - Honda        | 48     | Motor          | 20            |       |
| Ret | 8  | Fernando Alonso      | Renault            | 44     | Transmissió    | 5             |       |
| Ret | 20 | Gianmaria Bruni      | Minardi - Cosworth | 30     | Caixa canvi    | 19            |       |
| Ret | 14 | Mark Webber          | Jaguar - Cosworth  | 6      | Suspensions    | 14            |       |
| Ret | 7  | Jarno Trulli         | Renault            | 0      | Transmissió    | 3             |       |

### Classificació final
Amb un fons de color negre els cotxes desqualificats
| Pos | No | Pilot                | Equip              | Voltes | Temps/ Retir.            | Pos. de sort. | Punts |
| --- | -- | -------------------- | ------------------ | ------ | ------------------------ | ------------- | ----- |
| 1   | 1  | Michael Schumacher   | Ferrari            | 70     | 1h 28' 24. 803           | 6             | 10    |
| 2   | 2  | Rubens Barrichello   | Ferrari            | 70     | + 5.108 s                | 7             | 8     |
| 3   | 9  | Jenson Button        | BAR - Honda        | 70     | + 20.409 s               | 2             | 6     |
| 4   | 11 | Giancarlo Fisichella | Sauber - Petronas  | 69     | + 1 Volta                | 11            | 5     |
| 5   | 6  | Kimi Räikkönen       | McLaren - Mercedes | 69     | + 1 Volta                | 8             | 4     |
| 6   | 5  | David Coulthard      | McLaren - Mercedes | 69     | + 1 Volta                | 9             | 3     |
| 7   | 19 | Timo Glock           | Jordan - Ford      | 68     | + 2 Voltes               | 16            | 2     |
| 8   | 18 | Nick Heidfeld        | Jordan - Ford      | 68     | + 2 Voltes               | 15            | 1     |
| 9   | 15 | Christian Klien      | Jaguar - Cosworth  | 67     | + 3 Voltes               | 10            |       |
| 10  | 21 | Zsolt Baumgartner    | Minardi - Cosworth | 66     | + 4 Voltes               | 18            |       |
| Ret | 12 | Felipe Massa         | Sauber - Petronas  | 62     | Accident                 | 17            |       |
| Ret | 10 | Takuma Sato          | BAR - Honda        | 48     | Motor                    | 20            |       |
| Ret | 8  | Fernando Alonso      | Renault            | 44     | Transmissió              | 5             |       |
| Ret | 20 | Gianmaria Bruni      | Minardi - Cosworth | 30     | Caixa canvi              | 19            |       |
| Ret | 14 | Mark Webber          | Jaguar - Cosworth  | 6      | Suspensions              | 14            |       |
| Ret | 7  | Jarno Trulli         | Renault            | 0      | Transmissió              | 3             |       |
| DSQ | 4  | Ralf Schumacher      | Williams - BMW     | 70     | Irregularitats monoplaça | 1             |       |
| DSQ | 3  | Juan Pablo Montoya   | Williams - BMW     | 70     | Irregularitats monoplaça | 4             |       |
| DSQ | 16 | Cristiano da Matta   | Toyota             | 69     | Irregularitats monoplaça | 12            |       |
| DSQ | 17 | Olivier Panis        | Toyota             | 69     | Irregularitats monoplaça | 13            |       |

## Altres
- Pole: Ralf Schumacher, 1' 12. 275
- Volta ràpida: Rubens Barrichello, 1' 13. 622 (a la volta 68)